# Asociación Canadiense de Fútbol
La Asociación Canadiense de Fútbol (en inglés: Canadian Soccer Association o CSA; en francés: Association canadienne de soccer o ACS) es la federación que rige al fútbol de Canadá con sede en Ottawa, Ontario. Fue fundada en 1912, afiliada a la FIFA desde 1913 y es miembro de la Concacaf.
Está encargada de administrar los campeonatos de clubes en todos los niveles, la formación de entrenadores y árbitros, de la selección masculina y femenina absoluta, y las juveniles. Además, existen organismos provinciales de fútbol que están afiliados a esta asociación.

## Historia
Anteriormente, hubo una primera organización de fútbol en Canadá, fue el Dominion Football Association en 1877, con equipos de Toronto, y solo duró 3 años. En 1880 se fundó la Western Football Association (WFA) en Berlín, Ontario. Posteriormente, se han establecido las asociaciones de fútbol a nivel de provincia: Manitoba (1896), Ontario (1901), Columbia Británica (1904), Saskatchewan (1906), Alberta (1906), Quebec (1911) y Nueva Escocia (1913).
En una reunión realizada en julio de 1912, con la participación de las asociaciones de fútbol de Ontario, Quebec, Manitoba, Saskatchewan y Alberta, se fundó la principal administración del fútbol en Canadá de carácter oficial, la Asociación de Fútbol de Dominio de Canadá (Dominion of Canada Football Association). En 1913 se afiló a la FIFA.
En 1912 se fundó una de las competiciones de fútbol más antiguas de Canadá, The Challenge Trophy. Siendo el primer campeón, el Norwood Wanderers.
En 1928, debido a una deuda pendiente hacia los aficionados y jugadores amateurs, la Asociación de Fútbol de Dominio de Canadá dejó de pertenecer a la FIFA, pero en 1946 se reintegró a dicho organismo.
En 1952, la asociación se cambió de nombre a The Football Association of Canada, pero en 1958 fue modificado a Canadian Soccer Football Association. En 1971 fue renombrado al nombre actual, Canadian Soccer Association.
En la actualidad, Canadá organiza campeonatos y copas en el plano local, y torneos a nivel FIFA y Concacaf.

## Momento Futbolístico del Año en Canadá
Cada año desde el 2016, la Asociación Canadiense de Fútbol nombra el Momento Futbolístico del Año en Canadá:
- 2020: Christine Sinclair marca su gol número 185 y rompe el récord mundial, masculino y femenino, de mayores goles con una selección.
- 2019: La selección masculina vence a Estados Unidos en un partido oficial por primera vez en 34 años.
- 2018: Canadá, México y Estados Unidos ganan los derechos para organizar la Copa Mundial de Fútbol de 2026.
- 2017: Toronto FC gana el Campeonato Canadiense de Fútbol, el MLS Supporters' Shield y la Copa MLS en un mismo año.
- 2016: La selección femenina gana su segunda medalla olímpica de bronce consecutiva tras vencer 2-1 a la selección local de Brasil.

## Palmarés

### Selección de fútbol masculina

#### Absoluta
- Copa Oro de la Concacaf (2): 1985, 2000.
- Copa de Naciones Norteamericana (1): 1990.

- Fútbol en los Juegos Olímpicos :
  -  Medalla de oro (1): 1904.

#### Sub-20 (Juvenil)
- Campeonato Sub-20 de la Concacaf (2): 1986, 1996.

#### Sub-17 (Pre-Juvenil)
- Subcampeón del Campeonato Sub-17 de la Concacaf (1): 2011.

### Selección de fútbol femenina

#### Absoluta
- Cuarto lugar en la Copa Mundial Femenina de Fútbol (1): 2003.
- Campeonato Femenino de la Concacaf (2): 1998, 2010.
- Fútbol en los Juegos Olímpicos :
  -  Medalla de oro (1): 2020.
  -  Medalla de bronce (2): 2012, 2016.
- Copa de Algarve (1): 2016.

#### Selección Panamericana
- Fútbol en los Juegos Panamericanos 
  -  Medalla de oro (1): 2011.
  -  Medalla de plata (1): 2003.
  -  Medalla de bronce (1): 2007.

#### Sub-20 (Juvenil)
- Campeonato Femenino Sub-20 de la Concacaf (2): 2004 y 2008.
- Subcampeón de la Copa Mundial Femenina de Fútbol Sub-20 (1): 2002.

#### Sub-17 (Pre-Juvenil)
- Campeonato Femenino Sub-17 de la Concacaf (1): 2010.
- Tercer Lugar en la Copa Mundial Femenina de Fútbol Sub-17 (1): 2018.

### Selección de fútbol playa
- Subcampeón en la Campeonato de Fútbol Playa de Concacaf (1): 2006.